# Dalby socken, Värmland

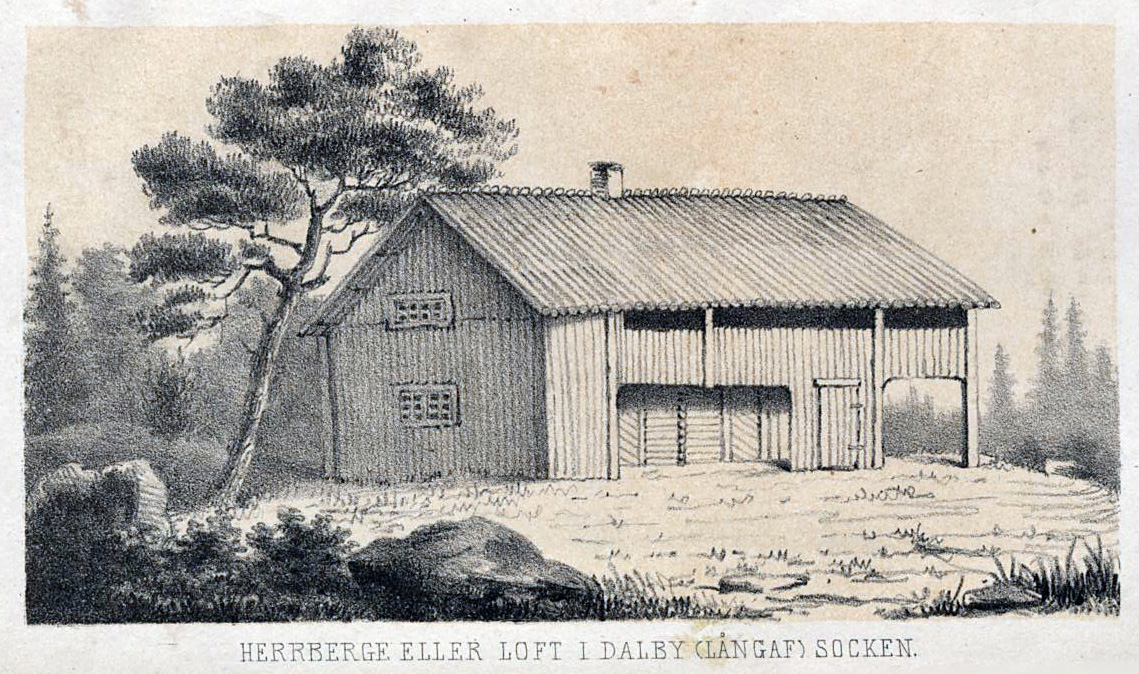
Loft i Dalby socken. Litografi från 1852.

Dalby socken i Värmland ingick i Älvdals härad, ingår sedan 1974 i Torsby kommun och motsvarar från 2016 Dalby distrikt.
Socknens areal är 794,97 kvadratkilometer land. År 2000 fanns här 1 832 invånare. Tätorterna Likenäs och Sysslebäck samt kyrkbyn Dalby med sockenkyrkan Dalby kyrka ligger i socknen.   

## Administrativ historik
Socknen har medeltida ursprung. 1831 utbröts Södra och Norra Finnskoga socken.
Vid kommunreformen 1862 övergick socknens ansvar för de kyrkliga frågorna till Dalby församling och för de borgerliga frågorna bildades Dalby landskommun. Landskommunen inkorporerades 1952 i Finnskoga-Dalby landskommun som 1974 uppgick i Torsby kommun. Församlingen uppgick 2010 i Övre Älvdals församling.
1 januari 2016 inrättades distriktet Dalby, med samma omfattning som församlingen hade 1999/2000.  
Socknen har tillhört län, fögderier, tingslag och domsagor enligt vad som beskrivs i artikeln Älvdals härad. De indelta soldaterna tillhörde Värmlands regemente, Elfdals kompani.

## Geografi
Dalby socken ligger norr om Torsby kring Klarälven. Socknen är utanför Klarälvsdalen en kuperad moss- och sjörik skogsbygd med höjder som i Harfjället i norr når 657 meter över havet.

### Korset i Dalby
Då fogden Olof Håål år 1683 besökte Dalby och beskrev det där uppställda bedekorset, meddelade hans sagesmän, att korset ursprungligen rests till minne av den norske konungen Olav den heliges besök där på återfärden till Norge år 1030. Korset verkar år 1683 ha stått vid Korsmon och haft en höjd av sex alnar (3,6 m). På eller bredvid korset fanns en offerkista. Enligt Håål förrättade befolkningen andakt vid korset och offrade för sig och sina sjuka.

## Fornlämningar
Från stenåldern har fångstboplatser påträffats.

## Namnet
Namnet skrevs 1503 Dalbo var ursprungligen en inbyggarbeteckning dalboa som ger tolkningen '(Klarälvs)dalbornas socken'.

## Befolkningsutveckling
Under år 1854 härjade rödsot (idag kallad dysenteri) i socknen, och 150 personer, varav 118 barn, avled. 5,5 % av socknens befolkning dog i sjukdomen.
| Befolkningsutvecklingen i Dalby socken, Värmland 1780–1990                                               | Befolkningsutvecklingen i Dalby socken, Värmland 1780–1990 | Befolkningsutvecklingen i Dalby socken, Värmland 1780–1990 | Befolkningsutvecklingen i Dalby socken, Värmland 1780–1990 | Befolkningsutvecklingen i Dalby socken, Värmland 1780–1990 |
| --- | ---------------------------------------------------------- | ---------------------------------------------------------- | ---------------------------------------------------------- | ---------------------------------------------------------- |
| |                                                            |                                                            |                                                            |                                                            |
| År |                                                            |                                                            | Folkmängd                                                  |                                                            |
| 1780 | 1780                                                       |                                                            | 1 992                                                      |                                                            |
| 1790 | 1790                                                       |                                                            | 2 383                                                      |                                                            |
| 1810 | 1810                                                       |                                                            | 2 553                                                      |                                                            |
| 1820 | 1820                                                       |                                                            | 2 750                                                      |                                                            |
| 1830 | 1830                                                       |                                                            | 3 970                                                      |                                                            |
| 1840 | 1840                                                       |                                                            | 2 404                                                      |                                                            |
| 1850 | 1850                                                       |                                                            | 2 804                                                      |                                                            |
| 1860 | 1860                                                       |                                                            | 3 129                                                      |                                                            |
| 1870 | 1870                                                       |                                                            | 3 510                                                      |                                                            |
| 1880 | 1880                                                       |                                                            | 3 626                                                      |                                                            |
| 1890 | 1890                                                       |                                                            | 3 269                                                      |                                                            |
| 1900 | 1900                                                       |                                                            | 3 424                                                      |                                                            |
| 1910 | 1910                                                       |                                                            | 3 548                                                      |                                                            |
| 1920 | 1920                                                       |                                                            | 3 704                                                      |                                                            |
| 1930 | 1930                                                       |                                                            | 3 716                                                      |                                                            |
| 1940 | 1940                                                       |                                                            | 3 527                                                      |                                                            |
| 1950 | 1950                                                       |                                                            | 3 629                                                      |                                                            |
| 1960 | 1960                                                       |                                                            | 3 494                                                      |                                                            |
| 1970 | 1970                                                       |                                                            | 2 569                                                      |                                                            |
| 1980 | 1980                                                       |                                                            | 2 264                                                      |                                                            |
| 1990 | 1990                                                       |                                                            | 2 098                                                      |                                                            |
| Anm: Källor: Umeå universitet - Tabellverket 1749-1859, Demografiska databasen, CEDAR, Umeå universitet. |                                                            |                                                            |                                                            |                                                            |